# Grand Prix Formule 1 van Hongarije 2017
De Grand Prix Formule 1 van Hongarije 2017 werd verreden op 30 juli op de Hungaroring in Mogyoród nabij Boedapest. Het was de elfde race van het kampioenschap.

## Achtergrond
Na afloop van de vrije trainingen werd Williams-coureur Felipe Massa vanwege ziekte voor de rest van het raceweekend vervangen door Paul di Resta, de testrijder van het team.

## Vrije trainingen

### Uitslagen
- Er wordt enkel de top-5 weergegeven.

| Vrije training 1 | Pos. | Nr. | Coureur          | Constructeur       | Tijd     |
| ---------------- | ---- | --- | ---------------- | ------------------ | -------- |
| Vrije training 1 | 1    | 3   | Daniel Ricciardo | Red Bull-TAG Heuer | 1:18.486 |
| Vrije training 1 | 2    | 7   | Kimi Räikkönen   | Ferrari            | 1:18.720 |
| Vrije training 1 | 3    | 44  | Lewis Hamilton   | Mercedes           | 1:18.858 |
| Vrije training 1 | 4    | 33  | Max Verstappen   | Red Bull-TAG Heuer | 1:19.162 |
| Vrije training 1 | 5    | 77  | Valtteri Bottas  | Mercedes           | 1:19.248 |
| Vrije training 2 | Pos. | Nr. | Coureur          | Constructeur       | Tijd     |
| Vrije training 2 | 1    | 3   | Daniel Ricciardo | Red Bull-TAG Heuer | 1:18.455 |
| Vrije training 2 | 2    | 5   | Sebastian Vettel | Ferrari            | 1:18.638 |
| Vrije training 2 | 3    | 77  | Valtteri Bottas  | Mercedes           | 1:18.656 |
| Vrije training 2 | 4    | 7   | Kimi Räikkönen   | Ferrari            | 1:18.755 |
| Vrije training 2 | 5    | 44  | Lewis Hamilton   | Mercedes           | 1:18.779 |
| Vrije training 3 | Pos. | Nr. | Coureur          | Constructeur       | Tijd     |
| Vrije training 3 | 1    | 5   | Sebastian Vettel | Ferrari            | 1:17.017 |
| Vrije training 3 | 2    | 7   | Kimi Räikkönen   | Ferrari            | 1:17.492 |
| Vrije training 3 | 3    | 77  | Valtteri Bottas  | Mercedes           | 1:17.914 |
| Vrije training 3 | 4    | 33  | Max Verstappen   | Red Bull-TAG Heuer | 1:18.194 |
| Vrije training 3 | 5    | 44  | Lewis Hamilton   | Mercedes           | 1:18.434 |

Testcoureurs in vrije training 1:
 Alfonso Celis Jr. (Force India-Mercedes)
 Antonio Giovinazzi (Haas-Ferrari)

## Kwalificatie
Sebastian Vettel behaalde voor Ferrari zijn tweede pole position van het seizoen door zijn teamgenoot Kimi Räikkönen te verslaan. De Mercedes-coureurs Valtteri Bottas en Lewis Hamilton eindigden op de plaatsen drie en vier, terwijl de Red Bull-teamgenoten Max Verstappen en Daniel Ricciardo de vijfde en zesde plaats hadden bezet. Nico Hülkenberg kwalificeerde zich voor Renault op de zevende plaats, terwijl het team van McLaren haar beste kwalificatie van het seizoen kende met Fernando Alonso op de achtste en Stoffel Vandoorne op de negende plaats. Toro Rosso-coureur Carlos Sainz jr. maakte de top 10 compleet.
Nico Hülkenberg ontving na afloop van de kwalificatie een straf van vijf startplaatsen omdat hij ongepland zijn versnellingsbak moest wisselen. Toro Rosso-coureur Daniil Kvjat kreeg een straf van drie startplaatsen omdat hij tijdens het eerste deel van de kwalificatie Williams-coureur Lance Stroll hinderde.

### Kwalificatie-uitslag
| Pos.                | Nr. | Coureur           | Constructeur         | Q1       | Q2        | Q3       | Grid |
| ------------------- | --- | ----------------- | -------------------- | -------- | --------- | -------- | ---- |
| 1                   | 5   | Sebastian Vettel  | Ferrari              | 1:17.244 | 1:16.802  | 1:16.276 | 1    |
| 2                   | 7   | Kimi Räikkönen    | Ferrari              | 1:17.364 | 1:17.207  | 1:16.444 | 2    |
| 3                   | 77  | Valtteri Bottas   | Mercedes             | 1:18.058 | 1:17.362  | 1:16.530 | 3    |
| 4                   | 44  | Lewis Hamilton    | Mercedes             | 1:17.492 | 1:16.693  | 1:16.707 | 4    |
| 5                   | 33  | Max Verstappen    | Red Bull-TAG Heuer   | 1:17.266 | 1:17.028  | 1:16.797 | 5    |
| 6                   | 3   | Daniel Ricciardo  | Red Bull-TAG Heuer   | 1:17.702 | 1:17.698  | 1:16.818 | 6    |
| 7                   | 27  | Nico Hülkenberg   | Renault              | 1:18.137 | 1:17.655  | 1:17.468 | 12   |
| 8                   | 14  | Fernando Alonso   | McLaren-Honda        | 1:18.395 | 1:17.919  | 1:17.549 | 7    |
| 9                   | 2   | Stoffel Vandoorne | McLaren-Honda        | 1:18.479 | 1:18.800  | 1:17.894 | 8    |
| 10                  | 55  | Carlos Sainz jr.  | Toro Rosso           | 1:18.948 | 1:18.311  | 1:18.912 | 9    |
| 11                  | 30  | Jolyon Palmer     | Renault              | 1:18.699 | 1:18.415  |          | 10   |
| 12                  | 31  | Esteban Ocon      | Force India-Mercedes | 1:18.843 | 1:18.495  |          | 11   |
| 13                  | 26  | Daniil Kvjat      | Toro Rosso           | 1:18.702 | 1:18.538  |          | 16   |
| 14                  | 11  | Sergio Pérez      | Force India-Mercedes | 1:19.095 | 1:18.639  |          | 13   |
| 15                  | 8   | Romain Grosjean   | Haas-Ferrari         | 1:19.085 | 1:18.771  |          | 14   |
| 16                  | 20  | Kevin Magnussen   | Haas-Ferrari         | 1:19.095 | geen tijd |          | 15   |
| 17                  | 18  | Lance Stroll      | Williams-Mercedes    | 1:19.102 |           |          | 17   |
| 18                  | 94  | Pascal Wehrlein   | Sauber-Ferrari       | 1:19.839 |           |          | 18   |
| 19                  | 40  | Paul di Resta     | Williams-Mercedes    | 1:19.868 |           |          | 19   |
| 20                  | 9   | Marcus Ericsson   | Sauber-Ferrari       | 1:19.972 |           |          | 20   |
| 107% tijd: 1:22.651 |     |                   |                      |          |           |          |      |

## Wedstrijd
De race werd gewonnen door Sebastian Vettel, die zijn vierde overwinning van het seizoen behaalde. Zijn teamgenoot Kimi Räikkönen eindigde de race als tweede. Valtteri Bottas werd derde. Zijn teamgenoot Lewis Hamilton gaf kort voor de finish de derde plaats terug nadat hij eerder in de race door Bottas voorbij gelaten was om een poging te doen om Räikkönen in te kunnen halen. Max Verstappen eindigde op de vijfde plaats. Fernando Alonso behaalde een zesde plaats, waarmee hij het beste resultaat van het seizoen neerzette voor zijn team McLaren. Carlos Sainz jr. eindigde als zevende, voor de Force India-coureurs Sergio Pérez en Esteban Ocon. Stoffel Vandoorne sloot de top 10 af en behaalde hiermee zijn eerste WK-punt van het seizoen.
| Pos. | Nr. | Coureur           | Constructeur         | Rondes | Tijd / Oorzaak uitval | Grid | Punten |
| ---- | --- | ----------------- | -------------------- | ------ | --------------------- | ---- | ------ |
| 1    | 5   | Sebastian Vettel  | Ferrari              | 70     | 1:39:46.713           | 1    | 25     |
| 2    | 7   | Kimi Räikkönen    | Ferrari              | 70     | +0.908                | 2    | 18     |
| 3    | 77  | Valtteri Bottas   | Mercedes             | 70     | +12.462               | 3    | 15     |
| 4    | 44  | Lewis Hamilton    | Mercedes             | 70     | +12.855               | 4    | 12     |
| 5    | 33  | Max Verstappen    | Red Bull-TAG Heuer   | 70     | +13.276               | 5    | 10     |
| 6    | 14  | Fernando Alonso   | McLaren-Honda        | 70     | +1:11.223             | 7    | 8      |
| 7    | 55  | Carlos Sainz jr.  | Toro Rosso           | 69     | +1 ronde              | 9    | 6      |
| 8    | 11  | Sergio Pérez      | Force India-Mercedes | 69     | +1 ronde              | 13   | 4      |
| 9    | 31  | Esteban Ocon      | Force India-Mercedes | 69     | +1 ronde              | 11   | 2      |
| 10   | 2   | Stoffel Vandoorne | McLaren-Honda        | 69     | +1 ronde              | 8    | 1      |
| 11   | 26  | Daniil Kvjat      | Toro Rosso           | 69     | +1 ronde              | 16   |        |
| 12   | 30  | Jolyon Palmer     | Renault              | 69     | +1 ronde              | 10   |        |
| 13   | 20  | Kevin Magnussen   | Haas-Ferrari         | 69     | +1 ronde              | 15   |        |
| 14   | 18  | Lance Stroll      | Williams-Mercedes    | 69     | +1 ronde              | 17   |        |
| 15   | 94  | Pascal Wehrlein   | Sauber-Ferrari       | 68     | +2 rondes             | 18   |        |
| 16   | 9   | Marcus Ericsson   | Sauber-Ferrari       | 68     | +2 rondes             | 20   |        |
| 17   | 27  | Nico Hülkenberg   | Renault              | 67     | Remmen                | 12   |        |
| DNF  | 40  | Paul di Resta     | Williams-Mercedes    | 60     | Olielek               | 19   |        |
| DNF  | 8   | Romain Grosjean   | Haas-Ferrari         | 20     | Wiel verloren         | 14   |        |
| DNF  | 3   | Daniel Ricciardo  | Red Bull-TAG Heuer   | 0      | Ongeluk               | 6    |        |

## Tussenstanden wereldkampioenschap
Betreft tussenstanden voor het wereldkampioenschap na afloop van de race.

### Coureurs
| Pos. | Nr. | Coureur          | Constructeur         | Punten |
| ---- | --- | ---------------- | -------------------- | ------ |
| 01   | 5   | Sebastian Vettel | Ferrari              | 202    |
| 02   | 44  | Lewis Hamilton   | Mercedes             | 188    |
| 03   | 77  | Valtteri Bottas  | Mercedes             | 169    |
| 04   | 3   | Daniel Ricciardo | Red Bull-TAG Heuer   | 117    |
| 05   | 7   | Kimi Räikkönen   | Ferrari              | 116    |
| 06   | 33  | Max Verstappen   | Red Bull-TAG Heuer   | 67     |
| 07   | 11  | Sergio Pérez     | Force India-Mercedes | 56     |
| 08   | 31  | Esteban Ocon     | Force India-Mercedes | 45     |
| 09   | 55  | Carlos Sainz jr. | Toro Rosso           | 35     |
| 10   | 27  | Nico Hülkenberg  | Renault              | 26     |

### Constructeurs
| Pos. | Constructeur         | Punten |
| ---- | -------------------- | ------ |
| 01   | Mercedes             | 357    |
| 02   | Ferrari              | 318    |
| 03   | Red Bull-TAG Heuer   | 184    |
| 04   | Force India-Mercedes | 101    |
| 05   | Williams-Mercedes    | 41     |
| 06   | Toro Rosso           | 39     |
| 07   | Haas-Ferrari         | 29     |
| 08   | Renault              | 26     |
| 09   | McLaren-Honda        | 11     |
| 10   | Sauber-Ferrari       | 5      |